# غرانت مكنيل
غرانت مكنيل هو لاعب هوكي الجليد كندي، ولد في 3 مايو 1983 في Vermilion, Alberta ‏ في كندا.

## وصلات خارجية
- غرانت مكنيل على موقع دوري الهوكي الوطني (الإنجليزية)
- غرانت مكنيل على موقع EliteProspects.com (الإنجليزية)
- غرانت مكنيل على موقع HockeyDB.com (الإنجليزية)
- غرانت مكنيل على موقع Hockey-Reference.com (الإنجليزية)